# Давид-Городокский замок
Давид-Городокский замок (бел. Давыд-Гарадоцкі замак) — комплекс деревянных оборонных и административных сооружений, существовавший в XIV—XVIII веках в городе Давид-Городок Столинского района Брестской области Белоруссии. С середины XVI века служил центром Давид-Городокской ординации Радзивиллов.
В 1605 году замок имел бревенчатую ограду в виде городней, крытых дранкой. На одном из участков вместо неё стоял частокол. Со стороны въезда в замок из города стояла башня-брама без крыши. Кроме того, здесь имелись также старые башни и 5 маленьких полуразрушенных башенок. При входе в замок со стороны расположенного перед ним «двора» необходимо было перейти длинный мост, который вёл к выездной браме с подъёмным мостом на цепях.
В начале 1670-х гг. в Давид-Городке существовали 2 замка, окружённых новой дубовой оградой «Горный» (Верхний) и «Дольный» (Нижний). «Горный» замок был обнесён высоким валом и окружён водой, но на его территории не было построек, кроме кухни: они сгорели во время войны России с Речью Посполитой 1654—67 г.